# 馬修斯島
60°45′S 45°9′W / 60.750°S 45.150°W
馬修斯島（英語：Matthews Island），是南極洲的島嶼，位於科羅內申島東南面，屬於南奧克尼群島中羅伯森群島的一部分，在1959年由英國南極名稱諮詢委員命名，現時由南極條約體系管理。